# Ivan Cačev
Ivan Evgeniev Cačev (in bulgaro Иван Евгениев Цачев?; traslitterazione anglosassone Ivan Tsachev; Varna, 18 gennaio 1989) è un calciatore bulgaro, attaccante dell'Template:Calcio Ustrem Donchevo.

## Carriera

### Club
Del Levski dal 2009, viene mandato in prestito il 2 agosto al Pirin.

### Nazionale
Ha rappresentato l'Under-19 e l'Under-21 bulgare.